# IC 3856
IC 3856 је спирална галаксија у сазвјежђу Береникина коса која се налази на листи објеката дубоког неба у Индекс каталогу.
Деклинација објекта је + 20° 5' 36" а ректасцензија 12h 53m 45,2s. Привидна величина (магнитуда) објекта IC 3856 износи 15,0 а фотографска магнитуда 15,8.